# لورا فرارزه
لورا فرارِزه (انگلیسی: Laura Ferrarese؛ زادهٔ ۱ ژانویهٔ ۱۹۵۳) پژوهشگر علوم فضایی در شورای تحقیقات ملی کانادا است. تحقیقات اصلی او با استفاده از داده‌های تلسکوپ فضایی هابل و تلسکوپ هاوایی–فرانسه–کانادا انجام شده است.

## زندگی اولیه و حرفه‌ای
لورا فرارس در پادووا، ایتالیا متولد شد و در دانشگاه پادووا تحصیل کرد. او در سال ۱۹۹۶ مدرک دکترای فیزیک خود را از دانشگاه جانز هاپکینز دریافت کرد. او پیش از آنکه در سال ۲۰۰۰ به عنوان استاد در دانشگاه راتگرز منصوب شود، پژوهشگر فوق‌دکترای هابل در مؤسسه فناوری کالیفرنیا بود. در سال ۲۰۰۴، او به شورای تحقیقات ملی کانادا نقل مکان کرد و اکنون به عنوان مسئول تحقیقات اصلی فعالیت می‌کند. در ژوئیه ۲۰۱۷، فرارس برای یک دوره ۱۶ ماهه به عنوان مدیر موقت رصدخانه جمینی منصوب شد.

## تحقیقات
کارهای لورا فرارس این فرصت را برای او فراهم آورده که پروژه‌هایی با استفاده از امکاناتی مانند تلسکوپ فضایی هابل و تلسکوپ کانادا-فرانسه-هاوایی را رهبری کند. تحقیقات او بر روی سیاهچاله‌های کلان‌جرم و پراکندگی سرعت ستاره‌ای کهکشان‌های میزبان آنها و تأثیر متقابل آنها بر یکدیگر متمرکز است. او همچنین در مورد هسته‌های کهکشانی فعال، دینامیک کهکشان‌ها و روابط مقیاس‌بندی، مقیاس فاصله‌های فراکهکشانی و نرخ انبساط جهان تحقیق کرده است. در کارهایش، فرارس از داده‌های رصدخانه‌های زمینی و فضایی از جمله تلسکوپ فضایی هابل (HST)، رصدخانه پرتو ایکس چاندرا و تلسکوپ کانادا-فرانسه-هاوایی (CFHT) استفاده می‌کند.
بر اساس سیستم داده‌های اخترفیزیک SAO/NASA، او ۱۷۷ مقاله داوری شده منتشر کرده است که بیش از ۲۰٬۰۰۰ استناد دریافت کرده‌اند. شاخص اچ او ۶۶ است.
فرارس در حال حاضر معاون اتحادیه بین‌المللی نجوم (IAU) است و در هیئت مدیره تلسکوپ کانادا-فرانسه-هاوایی خدمت می‌کند. از سال ۲۰۱۲ تا ۲۰۱۴، او رئیس انجمن نجوم کانادا (CASCA) بود. فرارس همچنین در هیئت مدیره انجمن دانشگاه‌ها برای تحقیقات نجوم (AURA) خدمت کرده و ریاست شورای نظارت AURA برای جمینی (AOC-G) را بر عهده داشته است. فرارس در دانشگاه ویکتوریا، دانشگاه راتگرز، دانشگاه پادووا و مدرسه SIGRAV در نسبیت معاصر و فیزیک گرانشی تدریس کرده است.
پر استنادترین نشریات داوری شده فرارِزه شامل «رابطه اساسی بین سیاهچاله‌های کلان پرجرم و کهکشان‌های میزبان آنها» که در مجله نامه‌های اخترفیزیکی، ۲۰۰۰، به چاپ رسید، «نتایج نهایی از پروژه کلیدی تلسکوپ فضایی هابل برای اندازه‌گیری ثابت هابل» و «توده‌های مرکزی و اندازه‌های منطقه خط گسترده هسته‌های فعال کهکشانی. II. یک تحلیل همگن از یک پایگاه داده بزرگ بازتابی-نقشه ای»، که هر دو در مجله اخترفیزیک و به ترتیب در سال‌های ۲۰۰۱ ۲۰۰۴ منتشر شدند

## تقدیرها و جوایز
فرارس چندین جایزه دریافت کرده است، از جمله مدال الماس جوبیلی ملکه الیزابت دوم در سال ۲۰۱۲، جایزه هلن سییر هاگ در سال ۲۰۱۴ و جایزه پیتر جی. مارتین در سال ۲۰۱۵. در سال ۲۰۲۰، او به عنوان همکار انجمن سلطنتی کانادا انتخاب شد. در ۳۰ نوامبر ۲۰۰۰، فرارس در یکی از قسمت‌های سریال تلویزیونی هورایزن با عنوان «سیاهچاله‌های کلان‌جرم» حضور یافت.
لورا فرارزه یکی از اعضای فعال IAU (اتحادیه بین‌المللی نجوم) است و به بخش بی تأسیسات، فناوری‌ها و علم داده، بخش اچ ماده بین ستاره ای و جهان محلی و بخش J کهکشان‌ها و کیهان‌شناسی وابسته است. او عضو سابق بخش هشتم کهکشان‌ها و جهان تا سال ۲۰۱۲ و کمیسیون ۲۸ کهکشان‌ها تا سال ۲۰۱۵ در IAU بود. او همچنین عضو انجمن نجوم آمریکا و انجمن نجوم کانادا است.